# Metareva flavescens
Metareva flavescens là một loài bướm đêm thuộc phân họ Arctiinae, họ Erebidae.